# Joaquim Manoel da Câmara
Joaquim Manoel da Câmara (Rio de Janeiro, 1780? - 1840?) foi um músico brasileiro. Violonista, cavaquinista e compositor, foi o primeiro modinheiro de destaque no início do século XIX, tendo influenciado o compositor austríaco Sigismund von Neukomm, que transcreveu vinte de suas composições, mais tarde publicadas em Paris, em 1824.